# 리스본
리스본(포르투갈어: Lisboa 리즈보아[*], 문화어: 리스봉)은 포르투갈의 수도이다. 리스보아 현의 중심도시이자, 포르투갈에서 가장 큰 도시다. 대서양에 면한 항구 도시로, 인구는 545,796명 (2021년)이다. 리스본의 경제적인 산출, 삶의 표준, 시장 크기, 그랑드 리스보아 (Grande Lisboa) 소구역에 기인하여 이베리아반도의 두 번 째로 가장 중요한 재정적 경제적 중심이다.
유럽 연합의 유럽 마약 감시 센터(EMCDDA)와 유럽 해양 환경청 (EMSA), 포르투갈어 사용국 공동체의 본부가 리스본에 있다. 시 공휴일은 파도바의 안토니오의 날인 6월 13일이다.

## 시가지
고지대인 알투 지구와 중심부의 저지인 바이샤 지구로 나뉜다. 두 지구는 공공 엘리베이터와 케이블카로 연결되어 있으며, 북서로 뻗어 있는 시가지에는 12개 이상의 언덕이 있다. 1966년에 완성된 서유럽 최장의 현수교인 "4월 25일 다리"는 처음으로 건너편 연안과의 사이를 연결하여 지역 개발에 이바지하게 되었다.
현재 중심 도로의 대부분은 1755년의 대지진 후 재상 조제 폼발 후작의 지휘로 부흥과 재개발이 적극적으로 추진되어 정비된 것이다. 헤스타우라도르스 광장에서 북서로 향해 폼발 후작 광장까지 뻗은 나비 90m, 길이 1.5km의 리베르다드 거리는 리스본의 중심가이며 1880년 개통하였다. 바이샤 지구는 문화·상업·행정·교통의 각 시설이 집중해 있는 곳으로 호시우 광장과 코메르시우 광장이 있다. 호시우 광장 동쪽의 구릉 위에 상 조르지 성이 솟아 있다.
영국과 역사적 관련이 많으며 리베르다드 거리 북서쪽의 에드워드 7세 공원은 영국왕의 포르투갈 방문을 기념한 것이다. 서쪽 끝의 벨렝 지구에는 마누엘 양식의 벨렝 탑(1515)이 서 있고, 그 북동에는 16세기 마누엘 양식의 제로니무스 수도원이 있다. 국립고미술관, 굴벤키안미술관, 해양박물관, 고고학·인류학박물관 등 문화 시설도 많다. 리스본 대학교, 가톨릭대학 등의 종합 대학이 있다.

## 역사
리스본의 이름에 대해서는 여러 설이 있다. 우선 기원전 1200년경 영국의 콘월 지방을 왕래하던 페니키아인이 세운 항구에서 유래했다는 설이다. 당시 타구스강(포르투갈어로 테주강) 하구에 세워진 이 항구 도시는 페니키아어로 안전한 항구를 뜻하는 알리스 웁보(Allis Ubbo)라 이름 지어졌다고 추정되며, 여기서 리스본이란 이름이 유래했다는 설이다. 또는 로마 이전의 타구스강의 이름인 리소(Lisso) 혹은 루키오(Lucio)에서 이름이 유래했다는 이야기도 있다.
로마 시대에는 올리시포(Olisipo) 혹은 그리스어로 올리시포나(Olissipona, Ολισσιπόνα)라는 이름으로 알려져 있었고, 올리시포나는 이후 민중 라틴어에 정착했다. 로마 제국 당시 카이사르에 연유하여 펠리키타스 니엄마라고 불렸다. 서고트족의 지배를 거쳐, 716년부터 이슬람의 지배 아래 있었다. 1143년 카스티야 왕국에서 독립한 포르투갈 국왕 아폰소 1세는 북방 십자군의 지원을 얻어 1147년 10월 24일 리스본을 해방시켰다. 1249년 아폰수 3세의 알가르브 정복에 의해 포르투갈의 레콘키스타가 완료되자 남부의 중요성이 높아져 13세기 중엽부터 리스본은 코임브라를 대신하여 포르투갈의 수도가 되었다.
그 이후 리스본은 지중해와 북해를 연결하는 무역로의 중계지로서 발전, 1383∼1385년 포르투갈 독립의 위기 때에는 리스본의 부르주아가 독립을 지키기 위해 결정적인 역할을 하였다. 리스본 시정은 24인의 길드 대표로 구성된 24인회에 의해 이루어졌다. 1498년 바스쿠 다가마의 인도 항로 개척에 힘입어 번영하였다. 그때까지 상 조르즈 성에만 있던 국왕은 테주 강가에 왕궁을 세웠으며 이어서 제로니무스 수도원, 벨렝 탑 등 마누엘 양식을 대표하는 건조물이 세워졌다.
1755년 11월 1일 낮 9시 40분, 포르투갈 서부 지역에 진도 9의 대지진이 발생했다. 진앙은 포르투갈 남서쪽으로 200km 떨어진 대서양 해저로 추정된다. 시가지 대부분이 폐허화되자 폼발 후작은 시가지를 바둑판 모양으로 구획하고 가옥의 배열도 이른바 폼발 양식으로 통일하여 리스본은 계몽사상을 구현한 근대도시로 변모하였다.

## 기후
| 리스본의 기후                            | 리스본의 기후 | 리스본의 기후 | 리스본의 기후 | 리스본의 기후 | 리스본의 기후 | 리스본의 기후 | 리스본의 기후 | 리스본의 기후 | 리스본의 기후 | 리스본의 기후 | 리스본의 기후 | 리스본의 기후 | 리스본의 기후 |
| 월                                       | 1월           | 2월           | 3월           | 4월           | 5월           | 6월           | 7월           | 8월           | 9월           | 10월          | 11월          | 12월          | 연간          |
| ---------------------------------------- | ------------- | ------------- | ------------- | ------------- | ------------- | ------------- | ------------- | ------------- | ------------- | ------------- | ------------- | ------------- | ------------- |
| 역대 최고 기온 °C (°F)                   | 22.6 (72.7)   | 24.8 (76.6)   | 29.4 (84.9)   | 32.4 (90.3)   | 34.8 (94.6)   | 41.5 (106.7)  | 40.6 (105.1)  | 44.0 (111.2)  | 41.4 (106.5)  | 32.6 (90.7)   | 25.3 (77.5)   | 23.2 (73.8)   | 44.0 (111.2)  |
| 일평균 최고 기온 °C (°F)                 | 14.8 (58.6)   | 16.2 (61.2)   | 18.8 (65.8)   | 19.8 (67.6)   | 22.1 (71.8)   | 25.7 (78.3)   | 27.9 (82.2)   | 28.3 (82.9)   | 26.5 (79.7)   | 22.5 (72.5)   | 18.2 (64.8)   | 15.3 (59.5)   | 21.3 (70.4)   |
| 일일 평균 기온 °C (°F)                   | 11.6 (52.9)   | 12.7 (54.9)   | 14.9 (58.8)   | 15.9 (60.6)   | 18.0 (64.4)   | 21.2 (70.2)   | 23.1 (73.6)   | 23.5 (74.3)   | 22.1 (71.8)   | 18.8 (65.8)   | 15.0 (59.0)   | 12.4 (54.3)   | 17.4 (63.4)   |
| 일평균 최저 기온 °C (°F)                 | 8.3 (46.9)    | 9.1 (48.4)    | 11.0 (51.8)   | 11.9 (53.4)   | 13.9 (57.0)   | 16.6 (61.9)   | 18.2 (64.8)   | 18.6 (65.5)   | 17.6 (63.7)   | 15.1 (59.2)   | 11.8 (53.2)   | 9.4 (48.9)    | 13.5 (56.2)   |
| 역대 최저 기온 °C (°F)                   | 1.0 (33.8)    | −1.2 (29.8)   | 0.2 (32.4)    | 5.5 (41.9)    | 6.8 (44.2)    | 10.4 (50.7)   | 14.1 (57.4)   | 14.7 (58.5)   | 12.1 (53.8)   | 9.2 (48.6)    | 4.3 (39.7)    | 2.1 (35.8)    | −1.2 (29.8)   |
| 평균 강우량 mm (인치)                    | 99.9 (3.93)   | 84.9 (3.34)   | 53.2 (2.09)   | 68.1 (2.68)   | 53.6 (2.11)   | 15.9 (0.63)   | 4.2 (0.17)    | 6.2 (0.24)    | 32.9 (1.30)   | 100.8 (3.97)  | 127.6 (5.02)  | 126.7 (4.99)  | 774 (30.47)   |
| 평균 강우일수 (≥ 0.1 mm)                 | 15.0          | 15.0          | 13.0          | 12.0          | 8.0           | 5.0           | 2.0           | 2.0           | 6.0           | 11.0          | 14.0          | 14.0          | 117           |
| 평균 월간 일조시간                       | 142.6         | 156.6         | 207.7         | 234.0         | 291.4         | 303.0         | 353.4         | 344.1         | 261.0         | 213.9         | 156.0         | 142.6         | 2,806.3       |
| 출처 1: 포르투갈 해양대기연구소          |               |               |               |               |               |               |               |               |               |               |               |               |               |
| 출처 2: 홍콩 천문대 (강수일수, 일조시간) |               |               |               |               |               |               |               |               |               |               |               |               |               |

## 인구
| 연도        | 인구    | ±%      |
| ----------- | ------- | ------- |
| 43          | 30,000  | —       |
| 900         | 100,000 | +233.3% |
| 1552        | 200,000 | +100.0% |
| 1598        | 150,000 | −25.0%  |
| 1720        | 185,000 | +23.3%  |
| 1755        | 180,000 | −2.7%   |
| 1756        | 165,000 | −8.3%   |
| 1801        | 203,999 | +23.6%  |
| 1806        | 250,000 | +22.5%  |
| 1849        | 174,668 | −30.1%  |
| 1864        | 190,311 | +9.0%   |
| 1878        | 240,740 | +26.5%  |
| 1890        | 300,964 | +25.0%  |
| 1901        | 351,210 | +16.7%  |
| 1911        | 431,738 | +22.9%  |
| 1920        | 484,664 | +12.3%  |
| 1930        | 591,939 | +22.1%  |
| 1940        | 694,389 | +17.3%  |
| 1950        | 783,226 | +12.8%  |
| 1960        | 802,230 | +2.4%   |
| 1971        | 769,044 | −4.1%   |
| 1981        | 807,937 | +5.1%   |
| 1991        | 663,394 | −17.9%  |
| 2001        | 564,657 | −14.9%  |
| 2011        | 552,700 | −2.1%   |
| 2021        | 545,796 | −1.2%   |
| Source: INE |         |         |

## 산업·교통
주요한 경제 활동은 관광과 상업이며 특히 리스본 항구는 화물의 집산지로서 중요한 역할을 하고 있다. 재래의 지역 산업인 비누·군용품 제조·제철 등이 있고, 그 밖에 유리 제조·전자기기·마가린 제조 등의 산업이 있다. 타구스강 건너 연안 쪽의 대규모 공업 개발이 촉진되고 있는 공업 지대에는 시멘트 공장·곡물 저장 창고·제철 콤비나트 등이 세워져 있다. 도심으로부터 북쪽으로 약 7km 거리에 리스본 공항이 있고, 국철의 역은 시내에 네 곳이 있으며 국내 각지와 에스파냐, 프랑스행 국제 열차도 발착한다. 시내의 교통은 지하철, 버스, 전차가 있다.

## 스포츠
리스본에서 가장 인기 있는 스포츠는 축구이며, SL 벤피카, 스포르팅 CP, CF 벨레넨스스 등이 있다.

## 국제 관계

### 자매 도시
리스본은 다음의 도시들과 자매 결연을 맺었다:
- 상투메 프린시페 아구아그란드 현 - 1993년 이래[7]
- 기니비사우 비사우 - 1985년 이래[7][8]
- 브라질 브라질리아 - 1985년 이래[7]
- 헝가리 부다페스트 - 1992년 이래[7][8]
- 기니비사우 카셰우 - 1999년 이래[7][8]
- 포르투갈 기마랑이스 - 1993년 이래[7][8]
- 앙골라 루안다 - 1988년 이래[7][8]
- 마카오 마카오 - 1982년 이래[7][8]
- 스페인 마드리드 - 1979년 이래[7][8][9]
- 말레이시아 믈라카 - 1984년 이래[7][8][10]
- 모잠비크 마푸투 - 1982년 이래[7][8]
- 카보베르데 프라이아 - 1983년 이래[7][8]
- 모로코 라바트 - 1988년 이래[7][8]
- 브라질 리우데자네이루 - 1980년 이래[7][8]
- 브라질 사우바도르 - 1995년 이래[7][8]
- 상투메 프린시페 상투메 - 1985년 이래[7][8]
- 크로아티아 자그레브 - 1977년 이래[7]

리스본 - Lisboa
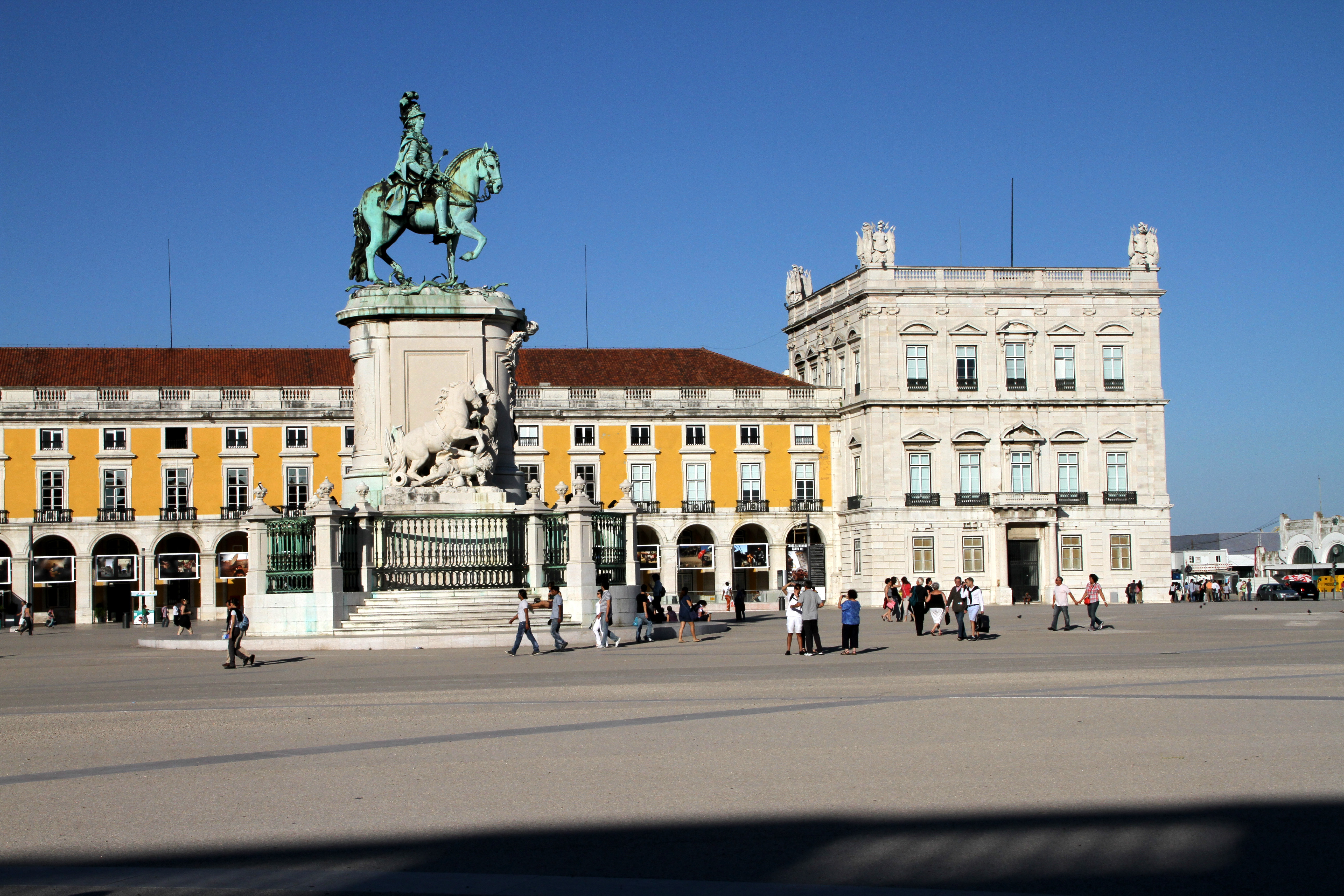
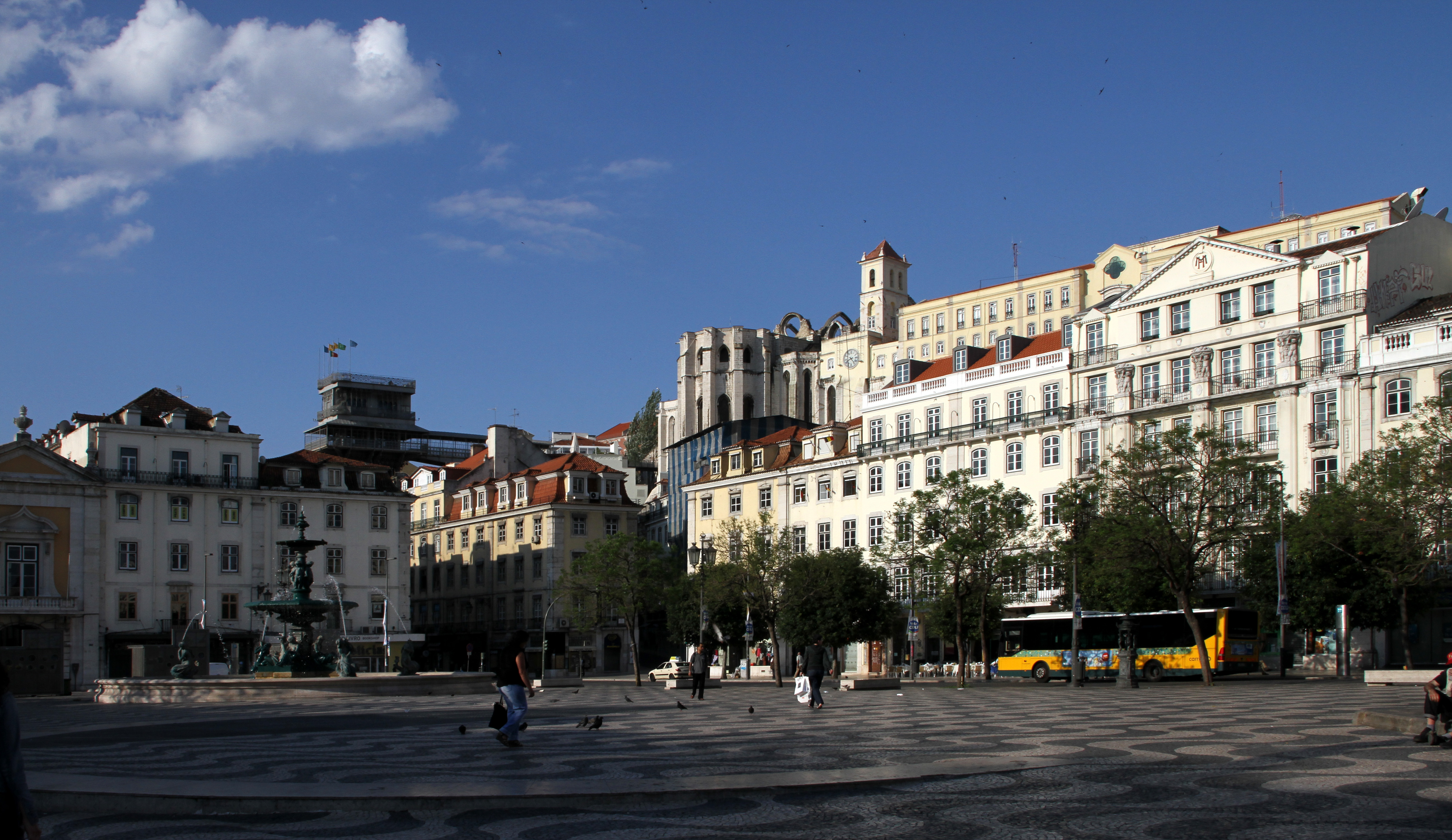
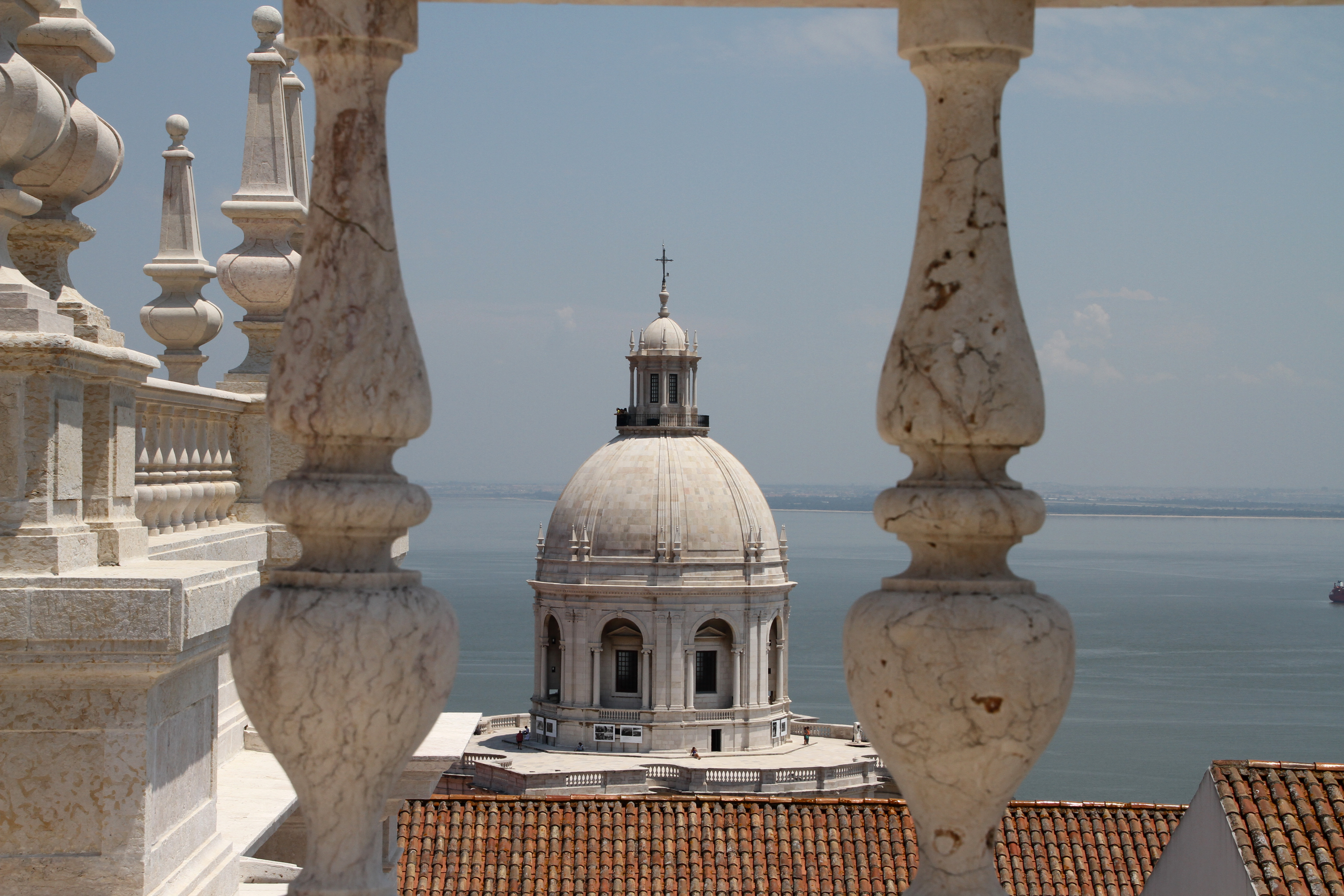
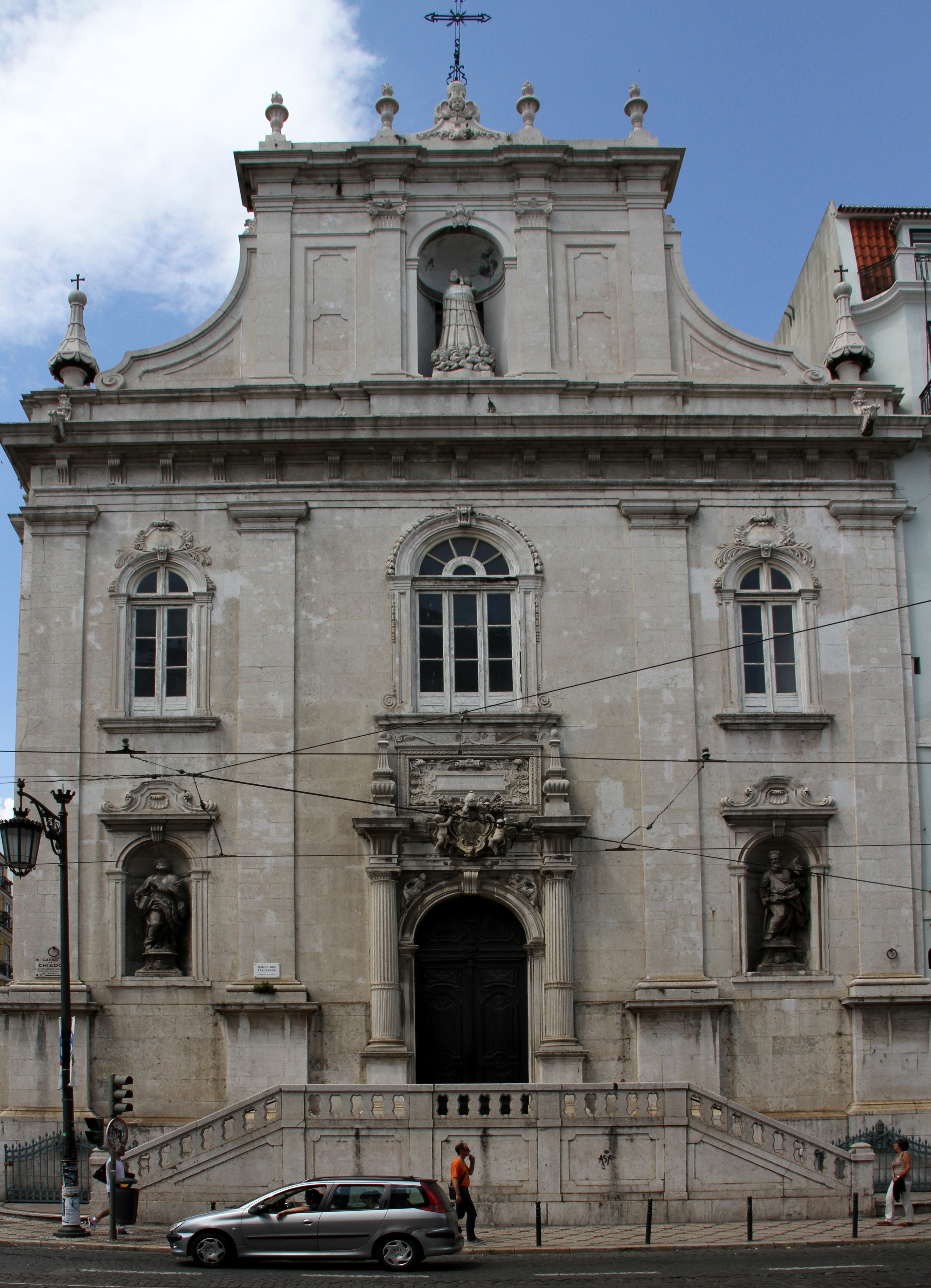
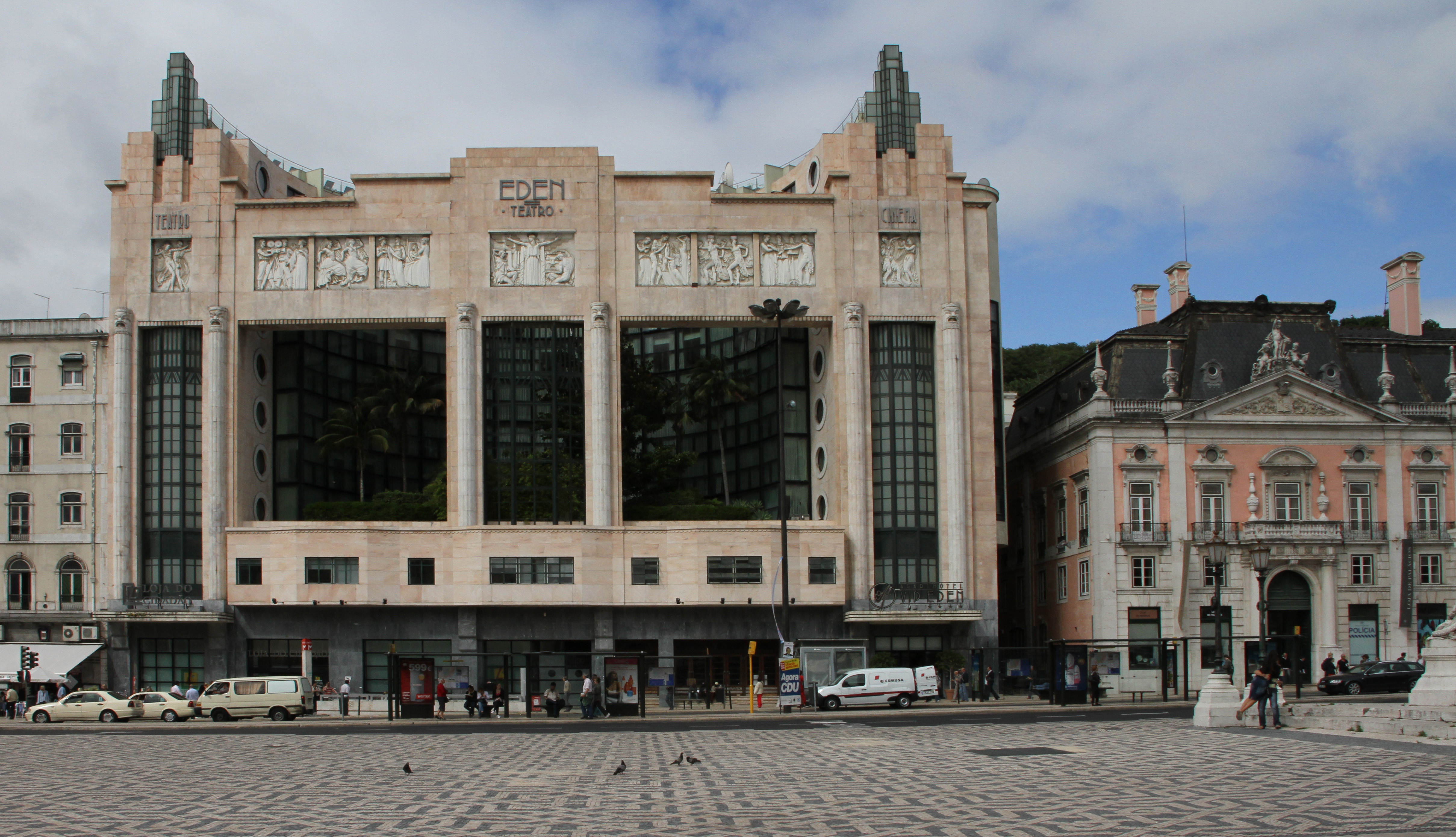
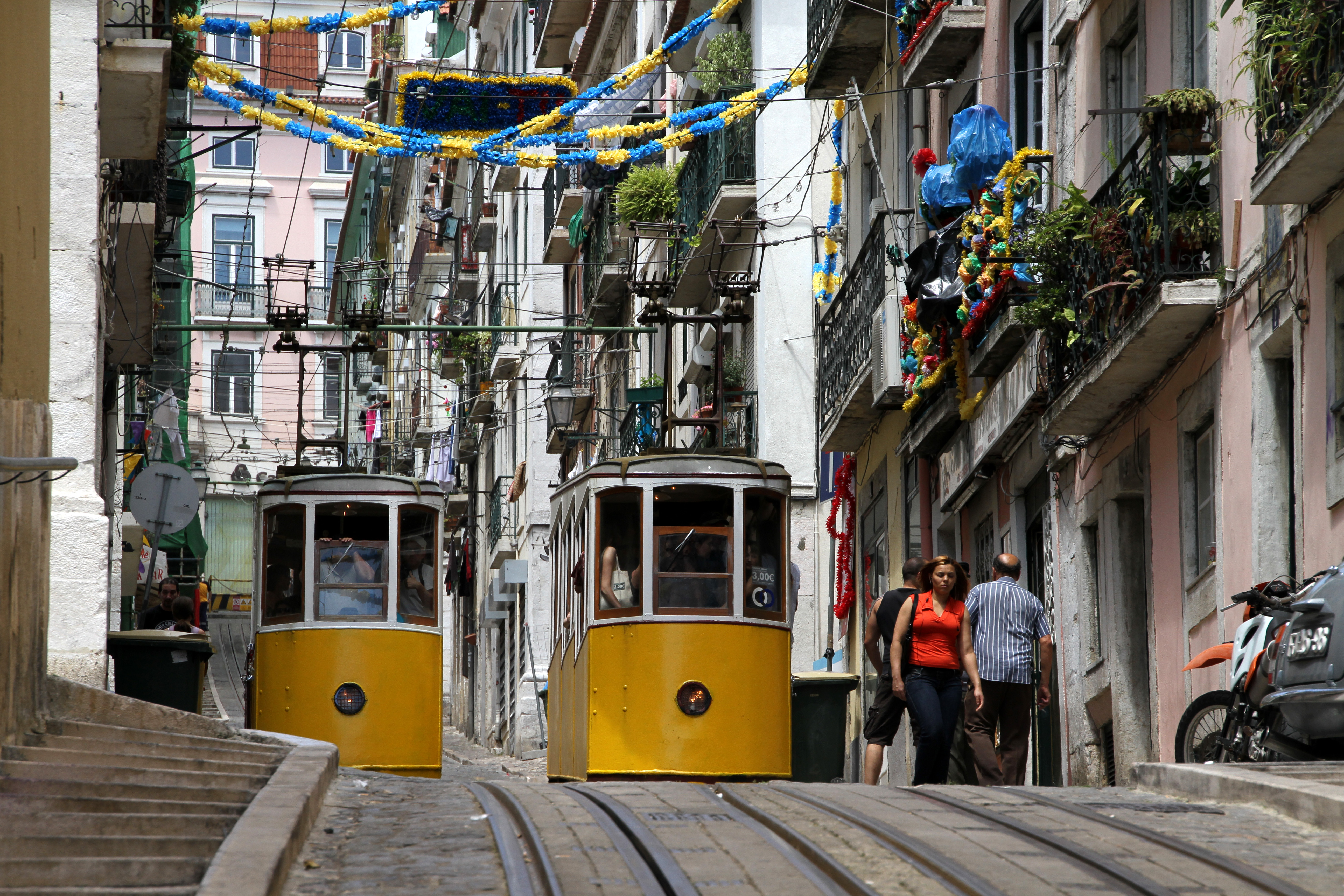
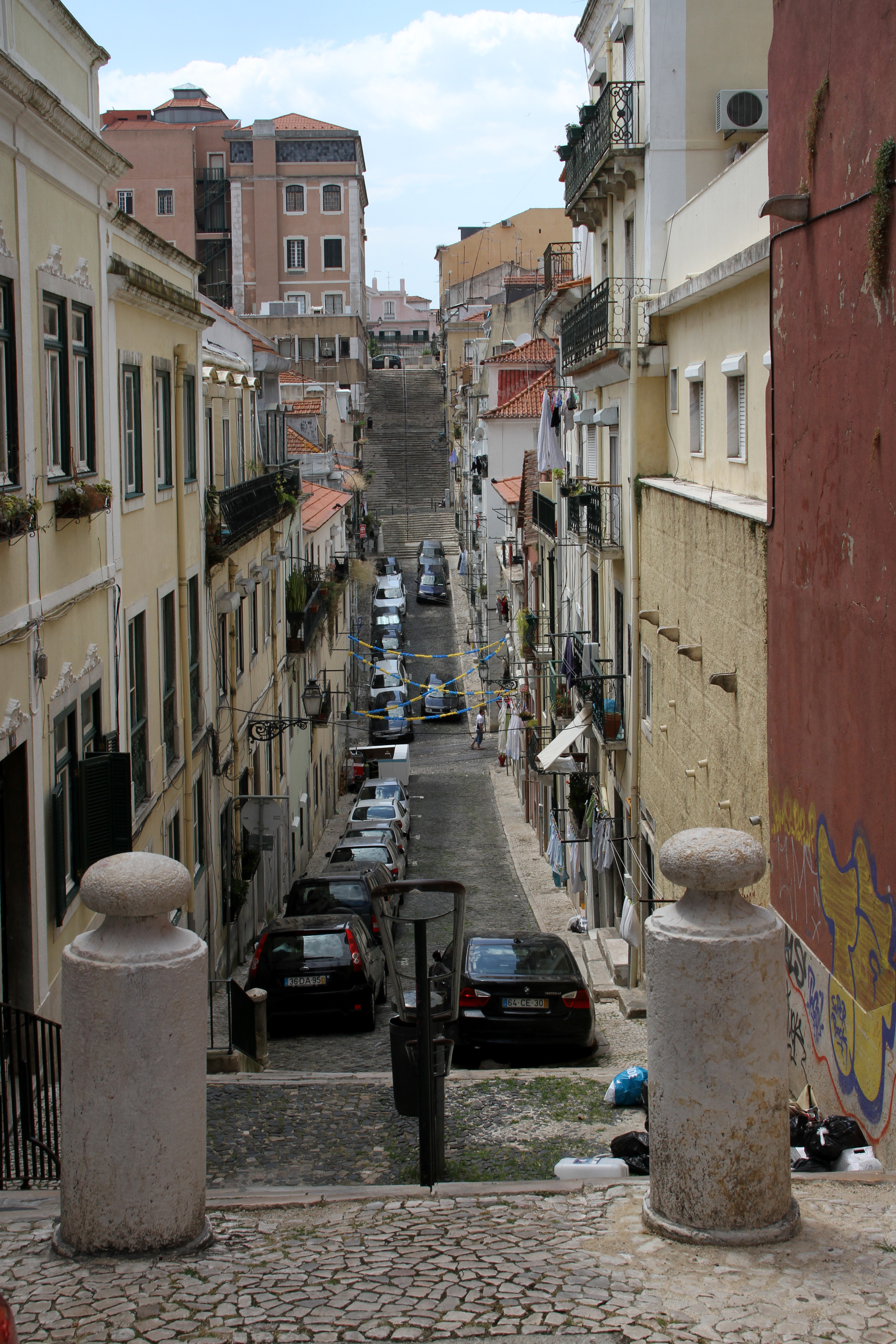
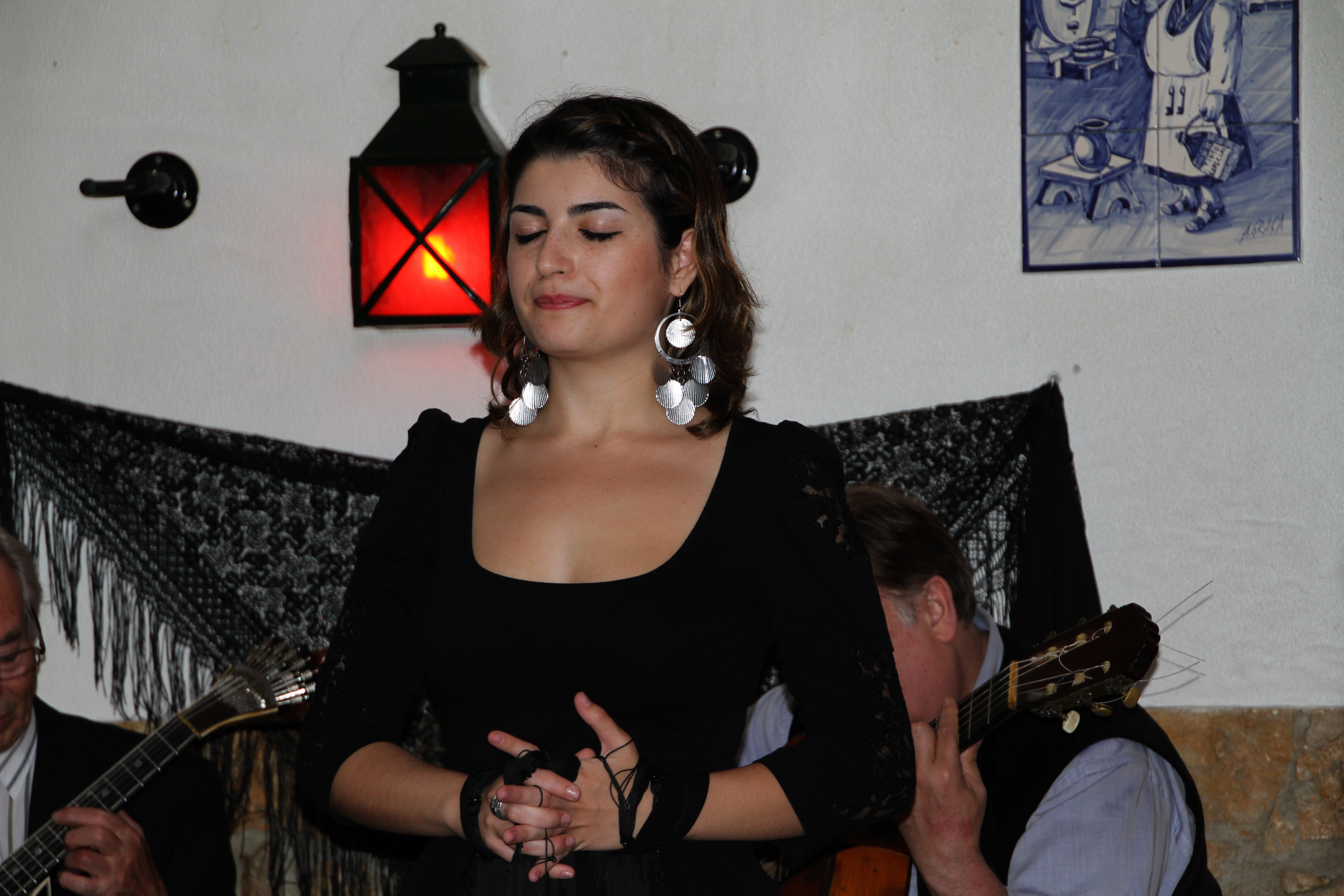
Fado